# Simon Abadie
Simon Abadie (Lourdes, 9 de março de 1978) é um automobilista francês. 